# Зв'язані кластери
Зв'язані кластери (англ. Coupled cluster, CC) — числовий метод, що використовується для квантового розрахунку систем багатьох частинок. Найчастіше його використовуються в обчислювальній хімії для ab initio розрахунку кореляційної енергії методу пост-Хартрі-Фока, але він також використовується в ядерній фізиці.

## Анзацдля хвильової функції
Метод зв'язаних кластерів дозволяє точно розв'язати незалежне від часу рівняння Шредінгера
{\displaystyle H\vert {\Psi }\rangle =E\vert {\Psi }\rangle }
де {\displaystyle H} — Гамільноніан системи, {\displaystyle \vert {\Psi }\rangle } — точна хвильова функція, і E — точна енергія основного стану.
Хвильова функція в теорії зв'язаних кластерів записується у вигляді експоненти:
{\displaystyle \vert {\Psi }\rangle =e^{T}\vert {\Phi _{0}}\rangle },
де {\displaystyle \vert {\Phi _{0}}\rangle } — якась хвильова функція (зазвичай береться у вигляді слетерівського визначника побудованого із Хартрі-Фоківських молекулярних орбіталей. {\displaystyle T} — оператор CC, який діючи на {\displaystyle \vert {\Phi _{0}}\rangle }, дає лінійну комбінацію збуджених визначників.